# Maman travaille
Maman travaille (France) ou Queer chevelu (Québec) (Werking Mom) est un épisode de la série télévisée d'animation Les Simpson. Il s'agit du septième épisode de la trentième saison et du 646e de la série.

## Synopsis
Marge décide de devenir vendeuse à domicile pour la marque "Tubberware" pour arrondir les fins de mois difficiles de la famille. Elle sonne à toutes les portes et espère convaincre les habitants de Springfield d'organiser des réunions chez eux, mais se voit claquer la porte au nez. Elle confie ses problèmes et son manque de confiance en elle à son coiffeur Julio, qui décide alors d'organiser une réunion chez lui et, pour l'aider à vendre ses produits, lui fait un relooking pour qu'elle prenne de l'assurance. Les invités pensent alors que Marge est une drag queen, ce qui va lui permettre de remporter un franc succès. Elle va alors découvrir un monde qu'elle ne soupçonnait pas...
Pendant ce temps, Lisa tente de rendre le monde meilleur à la manière d'Amélie Poulain après avoir trouvé une boîte derrière une plinthe dans la cantine. Elle appartenait à un jeune garçon en qui elle reconnait le vieux Jasper, elle décide de la lui restituer sans qu'il sache qui est derrière tout ça. Voyant le bonheur de Jasper, elle va alors aider d'autres habitants de Springfield à leur insu. Cela se passe tout d'abord très bien, mais les choses se gâtent quand la mère de Skinner découvre que le soi-disant journal intime de son fils, dans lequel il disait son amour pour elle, est en fait un faux...

## Réception
Lors de sa première diffusion, l'épisode a attiré 4,34 millions de téléspectateurs.